# Yusuf Rabiev
Yusuf Rabiev (né le 24 décembre 1979) est un footballeur international tadjik ayant joué pour des équipes du Tadjikistan.

## Biographie
Il commence à jouer au football professionnel en 1998 avec une équipe de Douchanbé, le Varzob Douchanbé. Il joue ensuite pour plusieurs autres équipes de ce pays. En 2009, il rejoint l'Istiqlol Douchanbé, avant de revenir en 2013 au FK Khodjent, son précédent club.